# Miroslav Stevanović
Miroslav Stevanović —Мирослав Стевановић en serbi— (29 de juliol de 1990) és un jugador de futbol serbi de Bòsnia, que juga a la selecció de futbol de Bòsnia i Hercegovina.

## Sevilla FC
Cap a finals de desembre de 2012, el lloc SportSport.ba informar del possible fitxatge de Stevanovic pel Sevilla FC, fet que es va confirmar el 2 de gener de 2013 després que superés els exàmens mèdics i que paguessin poc més d'un milió d'euros pel traspàs del jugador, que firmà contracte fins al 2017. Amb el seu nou equip va debutar el 9 de gener del mateix any en la derrota contra el Mallorca per Copa del Rei.

## Elx CF
El juliol de 2013 es va fer oficial que el Sevilla el cedia a l'Elx CF per la temporada 2013-14, sense opció a compra.

## Deportivo Alavés
El 31 de gener de 2014, i davant la falta d'oportunitats al club il·licità, va trencar el contracte de cessió a l'Elx, i fou cedit al Deportivo Alavés fins a final de temporada.